# セミオトコ
『セミオトコ』は、2019年7月26日から9月13日まで毎週金曜日23時15分 - 翌0時15分にテレビ朝日系列「金曜ナイトドラマ」枠で放送されていた連続ドラマ。主演は山田涼介で、本作品がテレビ朝日系列の連続ドラマ初主演となる。セミから人間へと変身した青年が偶然出会った30代女性とともに、生命が尽きるまでの1週間を過ごすさまを描いていく。

## あらすじ
「どうも、セミです。そうです、夏に皆さんがよく鳴き声を聞くあのセミです」という視聴者への語り掛けで物語は始まる。
セミ（現在はまだ幼虫）は6年前、クヌギの木に下に産み落とされた。それの目の前にはアパート「うつせみ荘」があり、様々な人間が住んでいて彼はその人たちの声を聞いて楽しんでいた。
せっかちとマイペースという正反対な性格でほとんど外に出ない大家、庄野くぎこ・ねじこ姉妹、おしゃれな女子学生熊田美奈子、気は優しくて力持ちな岩本春とその夫・マサ。そして「自分余命短いんで」という割には何年も住んでいて極端に無関心な謎の男・小川邦夫と大きな声をあまり聞いたことがない大川由香がいた。
ある日の夜。幼少期から良いことが全くなかった由香は自分の存在意義が分からず、虚無感に浸りながら窓の柵に寄りかかっていた。ところが突然、その柵が割れ、地面に真っ逆さま。「もういっそのこと、死んでしまおう」とそのまま落ちようとするが、視線の先に地面から出て来たばかりのセミがいたので空中で方向転換し、お互い助かる。そして、自分も当然痛いにもかかわらず真っ先に「大丈夫?」とセミに声をかけるのだった。
一方、セミは羽化するために地面から出て来たが、頭上には落ちてくる由香。まだ飛べない自分はどうすることも出きない。「地面から出たその日に死んじゃうのー!?」だったが、由香のおかげで九死に一生を得る。
羽化後、「この人に恩返しがしたい!」と意気込んだが鳴くことしか出来ないセミは、たまたま彼女の部屋に貼ってあったカレンダーにイケメンがいたので「この人になれば恩返し出来るかな?この人になりたい!!」と強く望んだ時、人間になり由香に手を振る自分がいた。
「大川由香さん、あなたに恩返しさせてください。7日間、一緒にいてもいいですか?」
いきなりのイケメン登場に戸惑う由香だったが早速、頭をなでながら「生きていて、いいんだよ」といってほしいと「おかゆさん」と呼んでと頼み叶えてもらい、彼を「セミオ」と名付ける。
こうして「鶴の恩返し」ならぬ「セミの恩返し」の7日間が始まった。

## キャスト

### うつせみ荘
セミオトコ（セミオ）
演 - 山田涼介
本作品の主人公。6年間地下で幼虫として過ごした後、今年の夏に成虫に羽化したセミ（のちに人間に変身）。
偶然の事故がきっかけで出会った由香とともに、生命が尽きるまでの地上で一週間過ごす。
メイプルシロップが好きで、もぐらが嫌い。
セミだったことから彼にとってセミの鳴き声は言葉らしく、会話をしたり、鳴き声を小さくするように指示を出したり、春が倒れた時はセミたちがそれを知らせている。
毎朝7時に目覚まし時計で起き、窓を開け「おはよう、世界!」といってから飛び降り「うつせみ荘」の庭にあるクヌギの木にしがみつき、滑り落ちて1日が始まる。
セミのままならば絶対にできなかったことを経験し、その度に「なんて素晴らしい世界なんだー!!」と言っている。
2日目、国分寺中央食品に翔子・基子の娘たちと一緒に工場見学に行き、さらに「おかゆさんと一緒にいたい」という願望から、3日目、4日目、そして最後の日はボランティアとして働いた。
6日目、由香とのデートにもぐらたたきで、にっくきもぐらを「コラッ!」と言いながらものすごいスピードで叩いていき、最後は由香の頭突きでパーフェクトを達成し、記念写真を撮ってもらった。
7日目の夕方、死んだため人間の体は衣類・持ち物ごと消えてしまい、セミとしての亡骸も金色の粉となって散っていった。
6年後、虹が見えた時の願い事「生まれ変わって、またおかゆさん会えますように」が叶い、再び人間として復活する。
大川由香（おおかわ ゆか）〈27〉
演 - 木南晴夏（幼少期：笹川椛音）
本作品のヒロイン。真面目だが地味で冴えないアラサー女子。ニックネームは「おかゆ」で、セミオの名付け親。
幼少期より運が悪く、人とのコミュニケーションを取ることを苦手としており、学校でも職場でも孤立している。
偶然セミの命を救ったことから感謝され、共に過ごすこととなる。
かなりの田舎出身（東京都以外）で社会人になった後も実家通いで働いていた。ある日、職場に無断侵入する人影を目撃し公衆電話で通報する。だが、逮捕されたのは兄・健太だったため、両親や住民から白い目で見られ完全に居場所をなくし、上京し国分寺にやって来た。
小川ほどではないが裁縫は得意なようであり、よく美奈子の学校の提出課題を手伝ったり、セミオのために首掛け式の「メイプルシロップホルダー」を独学で作っている。
6年後、これといった変化はないが幸せに暮らしており、プロポーズされたり初めて実家に里帰りしたりしている。そして、彼女も虹が見えた時の願い事「いつかまたセミオに会いたいです」が叶い、セミオと再会する。
現在の住人の中では、最後に「うつせみ荘」にやって来た。
熊田美奈子（くまだ みなこ）
演 - 今田美桜
服飾系の専門学校に通う「うつせみ荘」の住人。博多出身で、感情が高ぶると博多弁になる。
思ったことは包み隠さずはっきりと口に出す性格。そのためか何を考えているか分からない小川との絡みが多い。
第5話で、ピザをみんなで食べようと提案したねじこが「店屋物」、「出前」といっても何のことか分からず、くぎこが「デリバリー」と言って初めて納得するなど現代っ子である。父親は42歳。
小川、由香のように裁縫が得意な方ではないらしく学校の提出課題は彼女に、大がかりな作業は彼や国分寺姉妹に手伝ってもらっている。そして、「うつせみ荘」の住人、国分寺中央食品の人たち、相田夫妻、大川家の古着を集め白いドレスを作り上げ、「あなた（由香）は1人じゃない」と由香に伝えた。
上京してすぐは、都会とおしゃれな生活に舞い上がっていたが、東京育ちの同級生たちには敵わず逃げるように田舎の国分寺に引っ越してきた。
セミオの7日目の朝食準備の時、彼に好意を抱いていた様子が見受けられる。ゆえに、セミオがいなくなることを由香の次に悲しんでいる。
6年後、無事学校を卒業し、雑誌取材を受けるほどの有名デザイナーになった。今も「うつせみ荘」に住んでいる。
「うつせみ荘」には岩本夫妻の次にやって来た。
岩本春（いわもと はる）
演 - 山崎静代
絵本作家。普段からベレー帽を被っている大柄な女性。
セミオに木のような背中が気に入られ、抱きしめられる。
以前は夫のマサとお笑いコンビを組んでいた。
「なつ」という男の子を亡くしたショックから過呼吸に悩まされるようになり、阿佐ヶ谷から国分寺の「うつせみ荘」に療養のために住むことにした。
第6話でセミオの真実を知った後、彼と由香をモデルにした「せみ王子とおかゆちゃん」という絵本を描くことを決心した（住人代表で小川から「ハッピーエンドにしてくれよ」と頼まれている）。
「せみ王子とおかゆちゃん」はベストセラーとなった。その後、また描けなくなってしまったが「夏雄」を出産した。
岩本マサ（いわもと マサ）
演 - やついいちろう
春の夫。
妻の春とお笑いコンビをしていたが、妻のことと自分の優しすぎるツッコミが原因で断念。現在は会社員。
6年後、春が「夏雄」を出産し父親になった。
彼らは、小川の次に「うつせみ荘」にやって来た。
小川邦夫（おがわ くにお）
演 - 北村有起哉
「余命僅か」を自称する男。元外科医で、現在は日雇い労働者。
手先が器用で料理や裁縫も得意。
「私に期待するな」、「惚れるな」など、自分にも他人にも無関心な態度を取っている。そのため、思ったことをすぐ口にする美奈子との絡みが多い。また無愛想だが、バーベキューをする予定で大雨が降った時、こっそりてるてる坊主をいくつも作ったり、美奈子の服作りを手伝ったりとお茶目で優しいところもある。しかしやや鍋奉行な性格（気づいたのは岩本夫妻）。
元外科医ということから、手術を受けている患者の恋人や家族が「この人が死んだら私も死ぬ」という決意の表情をしているのを何度も見ており、明るく振る舞ってはいたが、由香がその状況に陥っていることを最初に看破した。
セミオの6日目の夜、いつどうなるか分からない病気に本当になっており、人も自分自身も悲しまずひっそり死ぬために全てを捨てここにやって来たとセミオにだけ話した。
6年後も存命しており、美奈子との掛け合いも健在。
「うつせみ荘」には最初にやって来た。
庄野くぎこ（しょうの くぎこ）
演 - 檀ふみ
アパート「うつせみ荘」の大家で、ねじこの姉で長身。
せっかちな性格で何かあればねじこに文句を言っている。
庄野ねじこ（しょうの ねじこ）
演 - 阿川佐和子
くぎこの妹で小柄。
姉とは逆におっとりとした性格で、何をするにもマイペース。
2人とも冠婚葬祭など最低限度にしか外に出ない。
女学生時代は姉妹で学校中のアイドルだったらしく「国分寺姉妹」と呼ばれていた。双子で、性格だけではなく名前と体格も正反対である（マサが指摘）。父親は建築関係で働いていた。
若いころは病弱な弟を置いて様々な場所に旅行に行っていたが、それが原因で弟の最期を看とることができなかった。そして、彼が2人にかけた最期の言葉が「なるべく早く帰って来て」だったことから、全てを後悔し、外に出るのが億劫になったと話している。
第5話で「うつせみ荘」の住人たちとバーベキューをし、作中では初めて外に出た。
6年後、彼女たちのみ変化は語られていないが、姉妹で雑誌を読みながら談笑している。由香曰く2人合わせて「306歳」になったとのこと。
孵化して物心がついたセミオが最初に聞いた人間の声が、6年前に父親の法事から帰ってきた2人の会話だった。

### 大川家
大川健太（おおかわ けんた）
演 - 三宅健（幼少期：田口遼翔）
由香の兄。伝説のツッパリといわれているが、それは強いというわけではなく生粋の“バカ”という点から来ている。
暴行事件で高校をクビになった経験を持つほか、第1話にて由香の職場で窃盗を犯し、警察に逮捕された。その後、出所し実家に戻っている。
第5話で一発勝負の福引き（ルーレット型）で1等を引き当てたが、「海外旅行だから英語をしゃべらなきゃいけない」という理由から断念し、代わりに妹（由香）が住んでいるらしい国分寺に変えてくれと懇願しており、自分が逮捕される原因を作った由香に逆恨みはしておらず妹思いである。
大川ヒロシ（おおかわ ヒロシ）
演 - 高杉亘
由香の父。職業不明。若いころ、妻のサチコと常に学生時代と変わらない夫婦ゲンカをしていたが全敗で、尻に敷かれている。そのため強面だが、由香には優しい。
長女の名前を役所の美人職員の名前「平成由香」から「由香」と名付け、これにより、サチコの逆鱗に触れている。
大川サチコ（おおかわ サチコ）
演 - 田中美奈子
由香の母。派手なメイクとソバージュが特徴的。
国分寺家族旅行で、たまたま見かけた由香に声をかけようとしたヒロシと健太に「楽しそうにしてるから、そっとしといてやれ」と止める、子供のころの由香がダンスを踊り、回って転んだ彼女に「上手じゃねぇか! フィギュアスケート目指したらどうだ?」と笑顔でいう、由香と名付けた理由があまりにも単純だったと知ると、ヒロシをモザイクを掛けなければいけないほど痛めつけるなど、見た目はヤンキーそのものだが母親らしいところは見受けられる（少なくとも、長男健太よりは常識人。なお、由香がセミオに「おかゆさん」と呼ばれている理由を正確に言い当てたのもサチコである）。
ヒロシ、サチコは上京したついでに学生時代の先輩（総長）に会いに行き、その総長と健太も入れて記念写真を撮っている。
由香が初めて帰省した時、「由香も大事な家族」という思いを込めて、3人とも「友香」と書かれた刺青（本当は水性ペン）を彫っていた。

### 国分寺中央食品
桜木翔子（さくらぎ しょうこ）
演 - 佐藤仁美
由香の先輩でシングルマザー。弁当販売も担当している。休憩終了15分前からアイマスクをして昼寝するのが日課。国分寺ヤドリギ庵の常連。
かなり内気な由香に「あんた、何のために生きてんの?」とかなりきついことを聞く性格だったが、セミオが現れたことにより明るくなってきた由香に、恋の相談を受けたりしている。
夫とは死別（病死）しており、プロポーズの時は緊張していたらしく、「一緒に、いてください」というつもりが「一緒に、死んでください」になったとのこと。本来なら笑い話だが、それが出来なかったことを嘆いている。
6年後は由香の良き先輩になっており、休憩中に国分寺ヤドリギカフェに一緒に行ったりしている。
木下ひな（きのした ひな）
演 - 皆本麻帆
由香の同僚。
基子曰く、「あなた（由香）よりは仕事が早い」とのこと。
柴田基子（しばた もとこ）
演 - 山野海
工場主任。
第7話で、上京した後輩たちに会う予定と言っている。
実は由香と地元が同じで、サチコ達がいっていた総長とは彼女のことである。成人、結婚してなお、ヤンキーが抜けていない大川家の面々とは異なり、完全に足を洗っており言葉遣いも含め、ヤンキーだったころの面影が全くない（いい意味で元ヤン）。それでも、その当時の服やサングラスは大事に取っているようである。
娘がいるため既婚者のはずだが、惚れっぽいらしく、セミオをターゲットにしている。
木村さん
演 - ワタナベケイスケ
常連客。近所の信用金庫に勤めるサラリーマン。
セミオの死後、由香にプロポーズするが断られている。
国分寺中央食品の広告塔のイケメン
演 - 山田涼介（一人二役）
国分寺中央食品が販売しているお弁当の広告塔でポスターに彼の写真が使われている。セミオは由香の部屋に貼ってあったそれを見て、人間になった。
1度工場に来たが、セミオとは似ても似つかぬチャラ男で、彼の人の良さを知っている女性社員たちはすぐに冷めた態度をとった。

### 国分寺ヤドリギカフェ / ヤドリギ庵
相田新平（あいだ しんぺい）
演 - 池田良
オーナー。最初のころは仏頂面だったが、実は単なる照れ屋で本当は優しい性格。言葉足らずのところがあり、それは6年後も変わっていない。
相田直美（あいだ なおみ）
演 - 椿原愛
新平の妻。旦那を尻に敷いているところもあるが仲は良い。

### その他
学級委員
演 - 長嶋琉季

## スタッフ
- 脚本 - 岡田惠和
- 音楽 - agehasprings
- 主題歌 - Hey! Say! JUMP「ファンファーレ!」（ジェイストーム）[5]
- 衣裳 - 神田恵介（ケイスケカンダ）
- ゼネラルプロデューサー - 横地郁英（テレビ朝日）
- プロデューサー - 服部宣之（テレビ朝日）、布施等（MMJ）、本郷達也（MMJ）
- 監督 - 宝来忠昭、竹園元（テレビ朝日）
- 制作 - テレビ朝日、MMJ

## 放送日程
| 話数                                                                        | 放送日  | サブタイトル | ラテ欄                                                | 監督     | 視聴率 |
| --------------------------------------------------------------------------- | ------- | ------------ | ----------------------------------------------------- | -------- | ------ |
| 第1話                                                                       | 7月26日 | 1日目のセミ  | 不幸アラサー女子に7日間の奇跡!? 恩返しに来た男…       | 宝来忠昭 | 4.0%   |
| 第2話                                                                       | 8月02日 | 2日目のセミ  | 6日間の命と恋の始まり                                 | 宝来忠昭 | 4.4%   |
| 第3話                                                                       | 8月09日 | 3日目のセミ  | 残り5日の命と恋の物語!? 夏休み職場パニック            | 宝来忠昭 | 3.6％  |
| 第4話                                                                       | 8月16日 | 4日目のセミ  | セミと人の恋…残り96時間の奇跡!?                       | 竹園元   | 2.4%   |
| 第5話                                                                       | 8月23日 | 5日目のセミ  | 涙の告白! 二人の純愛は72時間… 僕は皆と離れたくない    | 宝来忠昭 | 3.5％  |
| 第6話                                                                       | 8月30日 | 6日目のセミ  | ずっと一緒だよ 最初で最後の東京タワー… 涙のモグラ叩き | 竹園元   | 3.0％  |
| 第7話                                                                       | 9月06日 | 7日目のセミ  | さよなら! 最後の晩餐… 虹に願いを! 消えないで!         | 宝来忠昭 | 3.2％  |
| 最終話                                                                      | 9月13日 | 8日目のセミ  | 八日目のセミ!! 死なないで そして奇跡が!?              | 竹園元   | 4.3％  |
| 平均視聴率 3.5%（視聴率はビデオリサーチ調べ、関東地区・世帯・リアルタイム） |         |              |                                                       |          |        |